# Lunea Luminată

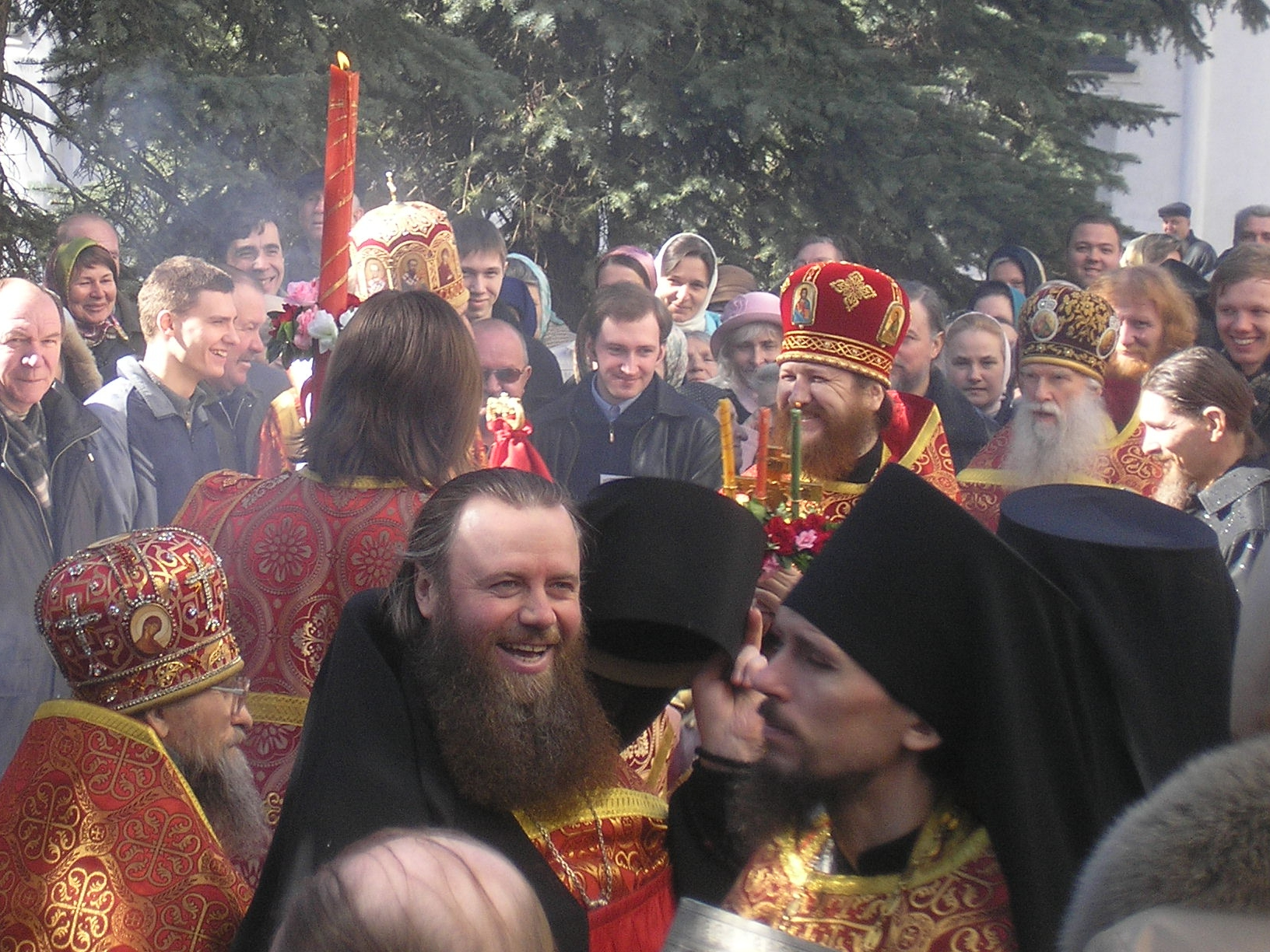
Binecuvântare cu apă sfinţită în timpul unei procesiuni ortodoxe din Săptămâna Luminată.

Lunea Luminată este ziua de după Duminica Paștelui și este celebrată ca o sărbătoare în unele culturi creștine în special în cea ortodoxă și în cea catolică.